# Metropolia częstochowska
Metropolia częstochowska – jedna z 14 rzymskokatolickich metropolii w Kościele katolickim w Polsce. Ustanowiona 25 marca 1992 bullą papieża Jana Pawła II Totus Tuus Poloniae Populus (z łac. „Cały Twój lud w Polsce”).

## Diecezje wchodzące w skład metropolii
1. Archidiecezja częstochowska
2. Diecezja radomska
3. Diecezja sosnowiecka

## Biskupi metropolii

### Biskupi diecezjalni
- metropolita: ks. abp Wacław Depo (od 2012) (Częstochowa)
- sufragan: ks. bp Marek Solarczyk (od 2021) (Radom)
- sufragan: ks. bp Artur Ważny (od 2024) (Sosnowiec)

### Biskup pomocniczy
- ks. bp Andrzej Przybylski (od 2017) (Częstochowa)

### Biskupi seniorzy
- ks. bp Henryk Tomasik (od 2021) (Radom)
- ks. bp Antoni Długosz (od 2016) (Częstochowa)
- ks. bp Piotr Skucha (od 2021) (Sosnowiec)
- ks. bp Grzegorz Kaszak (od 2023) (Sosnowiec)

## Główne świątynie
- Bazylika archikatedralna Świętej Rodziny w Częstochowie
- Bazylika katedralna Opieki Najświętszej Maryi Panny w Radomiu
- Bazylika katedralna Wniebowzięcia Najświętszej Maryi Panny w Sosnowcu

## Patron
- Najświętsza Maryja Panna Częstochowska (wspomnienie: 26 sierpnia)